# سفلانية
سفلانية  قرية سوريّة تتبع إداريّاً لمحافظة حلب منطقة الباب ناحية مركز الباب، بلغ تعداد سكانها 1,353 نسمة حسب التعداد السكاني لعام 2004.